# Moniek Tenniglo
Moniek Tenniglo (Albergen, 2 mei 1988) is een Nederlands voormalig wegwielrenster.

## Biografie
Tenniglo maakte op 29 augustus 2014 de overstap van Rennersclub GRC Jan van Arckel naar Rabo-Liv. Op 5 augustus 2014 won zij het damescriterium in de Profronde van Surhuisterveen en een jaar later op 11 augustus 2015 won ze de Gouden Pijl. Op 23 augustus 2015 maakte zij deel uit van het team dat in Vårgårda de World Cup ploegentijdrit won.
Toen Rabo-Liv in 2017 verder ging als WM3 Pro Cycling, bleef Tenniglo bij de ploeg van Marianne Vos. Met deze ploeg domineerde ze eind april de Tsjechische etappekoers Gracia Orlová. Drie van de vijf ritten werden gewonnen door haar ploeggenoten Anouska Koster en Riejanne Markus, die ook het eindklassement won. Zelf eindigde Tenniglo op het podium in twee etappes en in het eindklassement. Twee weken later gunde ze Marianne Vos de zege op haar 30e verjaardag in 'haar' 7-Dorpenomloop Aalburg, nadat ze 30 km samen met haar ploeggenote aan de leiding reed. Op 15 juli werd ze tweede in de tijdrit (etappe 2B) van de BeNe Ladies Tour, wederom achter haar ploeggenote Vos, die uiteindelijk ook het eindklassement won.
In 2018 maakte Tenniglo de overstap naar de Franse wielerploeg FDJ Nouvelle-Aquitaine Futuroscope. De laatste drie jaar van haar carrière reed ze voor het Australische Mitchelton-Scott, dat in 2021 Team BikeExchange heette.
In 2022 werd Tenniglo tweede op het Nederlandse kampioenschap gravel.

### Privé
In juli 2022 werd bekend dat Tenniglo een relatie heeft met Marianne Vos.

## Palmares
2013
- 2e in Rund in Hamm
- 2e in Ronde van Noordhorn

2014

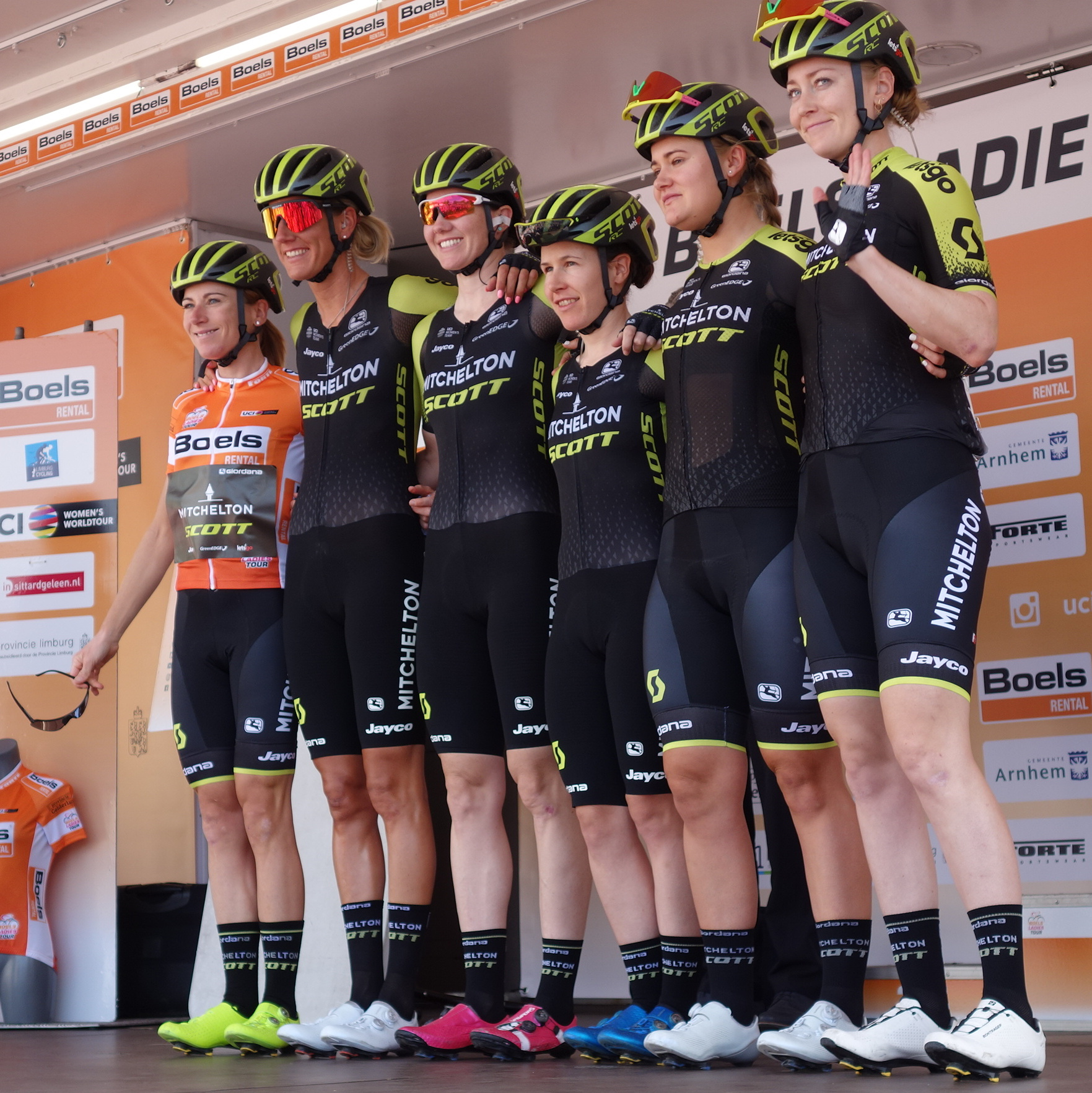
Tenniglo (2e van links) met haar ploeg Mitchelton-Scott in de Boels Ladies Tour 2019.

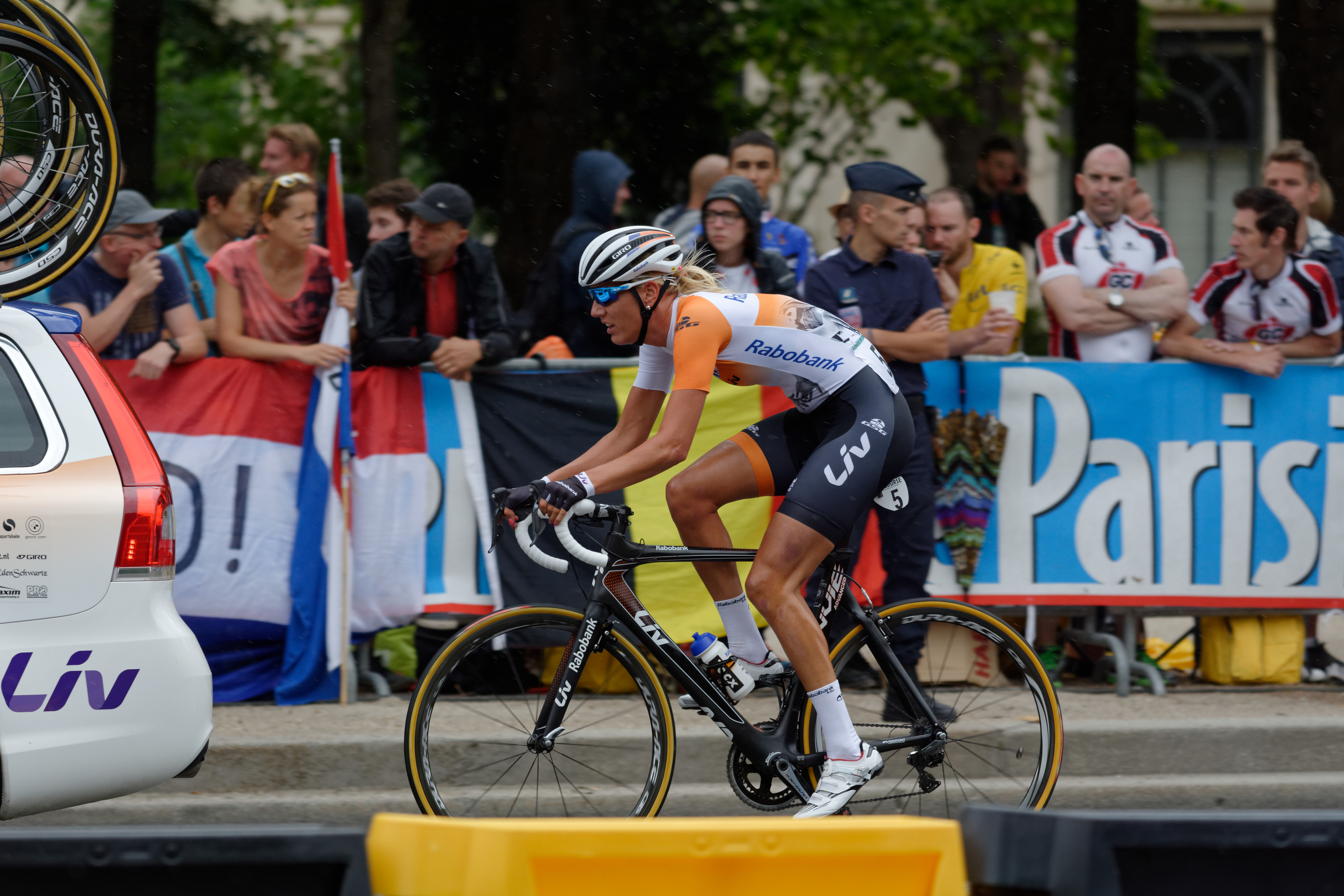
Tenniglo namens Rabo-Liv op de Avenue des Champs-Élysées in La Course 2015.

- 1e in Profronde van Surhuisterveen
- 2e in Draai rond de Kraai
- 2e in Ronde van Rijssen
- 2e in Omloop van de IJsseldelta
- 2e in Profronde van Tiel
- 2e in Mijl van Mares
- 2e in Ronde van Ameide
- 2e in Ploegentijdrit Lauwersoog
- 3e in Omloop van Strijen

2015
- 1e in Gouden Pijl
- 1e in Ploegentijdrit Open de Suède Vårgårda
- 2e in Steinfurter Abendrennen
- 3e in Kampioenschap van Zuid-Holland
- 3e in Ronde van Hoogkarspel

2016
- 1e in etappe 2a (ploegentijdrit) Giro del Trentino Alto Adige-Südtirol
- 3e in Ploegentijdrit Open de Suède Vårgårda
- 8e in WK Ploegentijdrit, Doha (Qatar)

2017
- 3e in Eindklassement Gracia Orlová
  - 3e in 1e etappe
  - 2e in 3e etappe (tijdrit)
- 2e in 7-Dorpenomloop Aalburg
- 2e in etappe 2b (tijdrit) BeNe Ladies Tour

2022
 NK Gravel

### Klassiekers
| Jaar | Ronde van Vlaanderen | Amstel Gold Race | Luik-Bast.‑Luik | Gent-Wevelgem |
| ---- | -------------------- | ---------------- | --------------- | ------------- |
| 2014 |                      |                  |                 | 63e           |
| 2015 |                      |                  |                 | 10e           |
| 2016 |                      |                  |                 | 38e           |
| 2017 | 55e                  | 62e              | 45e             | 95e           |
| 2018 | opgave               | 54e              | 76e             | 43e           |
| 2019 | opgave               | opgave           | 92e             | 51e           |
| 2021 | 77e                  |                  | 70e             | 110e          |

Brand · De Jong · Ferrand-Prévot · Knauer · Knetemann · Niewiadoma · Slappendel · Stultiens · Tenniglo · Van der Breggen · Van Paassen · Van Vleuten · Vos
Brand · De Jong · Ferrand-Prévot · Gillow · Knauer · Knetemann · Korevaar · Koster · Niewiadoma · Stultiens · Tenniglo · Van der Breggen · Vos
Brand · De Jong · Ferrand-Prévot · Gillow · Kastelijn · Knetemann · Korevaar · Koster · Niewiadoma · Tenniglo · Van der Breggen · Vos
Gafinovitz · Kastelijn · Kitchen · Korevaar · Koster · Markus · Niewiadoma · Plichta · Scandolara · Tenniglo · Vos
Bravard · Demay · Duval · Fournier · Gillow · Grossetête · Guilman · Kitchen · Muzic · Richioud · Slik · Tenniglo
Allen · Brown · Elvin · Kennedy · Manly · Roy · Spratt · Tenniglo · Van Vleuten · Williams
Allen · Brown · Elvin · Ensing · Kennedy · Roberts · Roy · Spratt · Tenniglo · Van Vleuten · Williams
Allen · Brown · Campbell · Ensing · Fidanza · Kennedy · Roberts · Roy · Santesteban · Spratt · Tenniglo · Williams · Žigart